# NHK豊橋支局
座標: 北緯34度46分7秒 東経137度23分32秒 / 北緯34.76861度 東経137.39222度

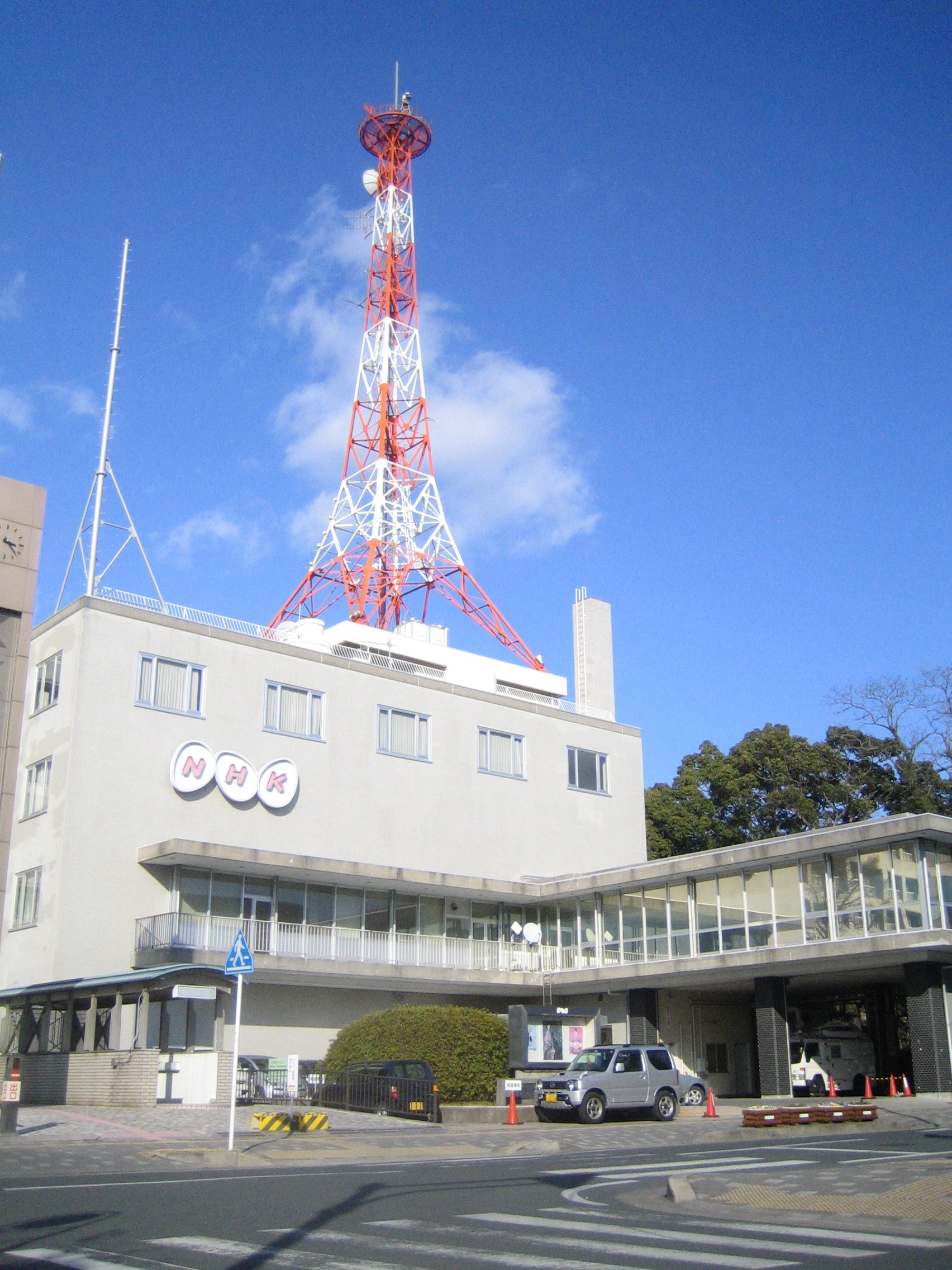
NHK豊橋支局（2008年2月）

NHK豊橋支局（エヌエイチケイとよはししきょく）は、愛知県豊橋市に所在するNHK名古屋放送局の支局。

## 概要
1940年に「名古屋中央放送局豊橋出張所」として開設。その後、1951年に「NHK豊橋放送局」へ改称、豊橋放送局と称した時代にはラジオ第1放送のみ愛知県東三河地方向けのローカルニュースを放送していた。
1988年7月に名古屋放送局の支局に降格。支局降格後は受信料収受や東三河地方の報道（豊橋報道室）の拠点となっている。

## 沿革
- 1940年 - 社団法人日本放送協会が、名古屋中央放送局豊橋出張所を開設。
- 1950年6月1日 - 放送法施行に伴い社団法人日本放送協会が解散。特殊法人としての日本放送協会が設立され一切の権利義務を継承。
- 1951年 - 豊橋放送局に改称。
- 1988年7月 - 名古屋放送局の下部組織である豊橋支局に移行。

## 所在地
- 〒440-0801 愛知県豊橋市今橋町1-2

## チャンネル・周波数
- 総合テレビ　アナログ54ch・デジタル29ch（リモコンキーID「3」。以下豊橋市、豊川市、新城市とその周辺部）
- Eテレ　アナログ50ch・デジタル24ch(リモコンキーID「2」)
- FM放送 85.3MHz

※テレビ放送およびFM放送は、岡崎市本宮山で名古屋からの放送電波を直接受信して再送信を行っている。このため、コールサインはない。
※アナログ放送は2011年7月25日午前0時をもって停波した。
- ラジオ第1放送 1161kHz （旧JOCQ→現在はコールサインなし・豊橋市、豊川市とその周辺部）
- ラジオ第2放送 1359kHz （旧JOCZ→現在はコールサインなし・豊橋市、豊川市とその周辺部）